# Експрессу
Експре́ссу (порт. Expresso) — журнал (Португалія). Рік заснування — 1973 р.
Головним редактором є Енріке Монтейру (порт. Henrique Monteiro). Належить групі «Impresa» («Sojornal»).